# Bonito (straalvinnige)
De bonito (Sarda sarda) is een straalvinnige vis uit de familie van makrelen (Scombridae), orde van baarsachtigen (Perciformes).

## Kenmerken
Deze slanke vis kan een lengte bereiken van 91 centimeter. Een gemiddelde vis is 50 centimeter lang met een gewicht van 2 kilogram. De hoogst geregistreerde leeftijd is 5 jaar. De bovenzijde van het lichaam is staalblauw en bevat donkere strepen. De vis heeft kielschubben op de staartwortel met aan weerszijden een kleinere kiel.

## Verspreiding en leefgebied
De bonito komt voor in zoute en brakke subtropische wateren in de Atlantische Oceaan, de Zwarte Zee en in de Middellandse Zee op een diepte tot 200 meter.

## Relatie tot de mens
De bonito is voor de visserij van groot commercieel belang. Het is een eerder vette vis. In de hengelsport wordt er weinig op de vis gejaagd.
Voor de mens is de bonito potentieel gevaarlijk omdat er meldingen van ciguatera-vergiftiging zijn geweest.